# Harriet Hosmer
Harriet Goodhue Hosmer, més coneguda com a Harriet Hosmer (Watertown, 9 d'octubre de 1830-Watertown, 21 de febrer de 1908), fou una escultora nord-americana, una de les escultores més destacades que treballà a Roma al segle xix i potser l'única que guanyà independència financera completa amb el seu treball artístic.

## Vida
Harriet Goodhue Hosmer fou filla del metge Hiram Hosmer i de Sarah (Grant) Hosmer, l'única dels seus quatre fills que sobrevisqué a l'edat adulta. Educada a l'"Escola de noies de la senyora Charles Sedgwick" a Lenox, va estudiar escultura amb Paul Stephenson a Boston. Van negar-li l'admissió al curs d'anatomia al Boston Medical School i es va traslladar a St. Louis, on finalment va estudiar anatomia al Missouri Medical College.